# شهرستان سنت لارنس (نیویورک)
شهرستان سنت لارنس، نیویورک (به انگلیسی: St. Lawrence County, New York) یک سکونتگاه مسکونی در ایالات متحده آمریکا است که در ایالت نیویورک واقع شده‌است.

## خصوصیات
شهرستان سنت لارنس ۷٬۳۰۶٫۴ کیلومترمربع مساحت دارد.